# Cerrca
Cerrca (albanisch auch Cërrcë, serbisch Црнце Crnce) ist ein Dorf im Nordwesten des Kosovo und gehört zur Gemeinde Istog. Die Stadt Istog liegt zwei Kilometer östlich von Cerrca entfernt.

## Bevölkerung
Bei der Volkszählung 2011 wurden für Cerrca 1248 Einwohner erfasst. Davon bezeichneten sich 1189 als Albaner (95,27 %), 58 als Balkan-Ägypter und ein Einwohner gab keine ethnische Zugehörigkeit an.
Alle Einwohner, mit Ausnahme je eines Katholiken und eines Religionslosen, bekannten sich 2011 zum Islam.
| Volkszählung | 1948 | 1953 | 1961 | 1971 | 1981 | 1991 | 2011 |
| ------------ | ---- | ---- | ---- | ---- | ---- | ---- | ---- |
| Einwohner    | 632  | 728  | 891  | 1200 | 1413 | 1653 | 1248 |

## Persönlichkeiten
- Ibrahim Rugova (1944–2006), Schriftsteller und Politiker